# N-メチル-L-アミノ酸オキシダーゼ
N-メチル-L-アミノ酸オキシダーゼ(N-methyl-L-amino-acid oxidase)は、次の化学反応を触媒する酸化還元酵素である。
N-メチル-L-アミノ酸 + H2O + O2 {\displaystyle \rightleftharpoons } L-アミノ酸 + ホルムアルデヒド + H2O2
反応式の通り、この酵素の基質はN-メチル-L-アミノ酸とH2OとO2、生成物はL-アミノ酸とホルムアルデヒドとH2O2である。補因子としてFADとフラボタンパク質を用いる。
組織名はN-methyl-L-amino-acid:oxygen oxidoreductase (demethylating)で、別名にN-methylamino acid oxidase、demethylaseがある。